# Farmakodynamik
Farmakodynamik er de forhold som gør sig gældende for et lægemiddels virkemåde i organismen, altså, hvad lægemidlet gør ved organismen, modsat farmakokinetik, som er hvad kroppen gør ved lægemidlet.
| Farmakologi | Spire Denne artikel om farmakologi er en spire som bør udbygges. Du er velkommen til at hjælpe Wikipedia ved at udvide den. |